# Franz a Paula von Linden
Franz a Paula Friedrich Graf von Linden (* 4. Mai 1800 in Wetzlar; † 23. April 1888 in Cannstatt) war ein deutscher Diplomat. Linden war königlich württembergischer Außerordentlicher Gesandter und Bevollmächtigter Minister im Kaisertum Österreich und im Königreich Preußen.

## Leben

### Familie
Franz a Paula Friedrich Graf von Linden entstammte dem Adelsgeschlecht von Linden, eine Familie die ursprünglich aus dem Bistum Lüttich kam. Angehörige der Familie erhielten 1780 den Reichsadelstand. Johann Heinrich von Linden wurde 1790 als kurmainzischer Geheimrat, während des kurpfalz-bayerischen Reichsvikariats, in den Reichsfreiherrenstand erhoben.
Franz Josef Ignaz von Linden, ein Sohn des Reichsfreiherren Johann Heinrich und württembergischer Staatsrat sowie Regierungspräsident des Schwarzwaldkreises, heiratete in zweiter Ehe die Gräfin Maria Anna Catharina (* 28. August 1769; † 13. Januar 1805), eine Tochter des kurmainzer Ministers Anselm Franz von Bentzel-Sternau. Sie waren die Eltern von Franz a Paula. Aus den ersten drei Ehen seines Vaters gingen zahlreiche Nachkommen hervor, nur die vierte und letzte Ehe blieb kinderlos. Von seinen jüngeren Brüdern wurde Carl Mitglied der Zweiten Kammer der Württembergischen Landstände und Joseph württembergischer Außenminister und Mitglied der Ersten Kammer der Württembergischen Ständevertretung. Ihr Halbbruder Ludwig war als schweizerischer Militär Kommandeur einer Kavalleriedivision.

### Beruflicher Werdegang
Linden besuchte ab 1806 zunächst die Schulen in Kirchheim unter Teck und Esslingen. Nach der Versetzung seines Vaters 1812 als Gesandter nach Dresden, erhielt er dort noch für kurze Zeit Unterricht an einer Privatschule. Mit Ausbruch der Befreiungskriege wurde Linden nach Stuttgart geschickt, wo er die Militärakademie besuchte und im Anschluss in Ludwigsburg in Garnison stand.
1824, nach einem Wechsel in den diplomatischen Dienst, wurde Linden Legationssekretär im württembergischen Außenministerium. Bereits ein Jahr zuvor durfte er die Geburt des Thronfolgers Karl von Württemberg an den Höfen in Weimar, im Großherzogtum Sachsen-Weimar-Eisenach, sowie in Sankt Petersburg, im Russischen Kaiserreich, vermelden. 1825 begleitete er den württembergischen Gesandten in Russland Heinrich zu Hohenlohe-Kirchberg nach Sankt Petersburg und nahm ein Jahr später an den Feierlichkeiten anlässlich der Zarenkrönung von Nikolaus I. in Moskau teil.
Im November 1829 wurde Linden zum Geschäftsträger der württembergischen Gesandtschaft in Berlin im Königreich Preußen ernannt. Offizieller Gesandter war Friedrich Wilhelm von Bismarck, der sich aber vor allem in Karlsruhe, in der württembergischen Vertretung im Großherzogtum Baden, aufhielt. Nachdem sich Linden bereits zuvor vom württembergischen Militärdienst beurlaubt hatte, erfolgte 1832, mit der Beförderung zum Major, seine Entlassung. Im gleichen Jahr war er als württembergischer Vertreter an den Vertragsverhandlungen zur Begründung des Deutschen Zollvereins in Berlin beteiligt und war im März 1833 einer der Mitunterzeichner des Vertrages, der am 1. Januar 1834 in Kraft trat. Für seine Verdienste erhielt er im Februar 1835 die Beförderung zum Legationsrat und den Titel eines königlichen Kammerherren. Die Organisation des Besuches von König Wilhelm von Württemberg und der Prinzessinnen Marie und Sophie im Mai 1838, anlässlich eines Monarchentreffens in der Preußischen Hauptstadt, war einer der Höhepunkte seiner Arbeit in Berlin.
Ab November 1843 war Linden, nun mit der Rangerhöhung als Außerordentlicher Gesandter und Bevollmächtigter Minister, württembergischer Gesandter in Wien im Habsburgerreich. 1846 erfolgte seine Ernennung zum württembergischen Staatsrat. Neun Jahre später wurde er im Frühjahr 1852 als Außerordentlicher Gesandter und Bevollmächtigter Minister erneut nach Berlin versetzt, um die seit der Herbstkrise 1850 ruhenden diplomatischen Beziehungen mit Preußen neu zu beleben. Bei seinem Abschied aus Wien erhielt er im September 1852 das Großkreuz des österreichischen Ordens der Eisernen Krone. Nach einer Audienz bei König Friedrich Wilhelm IV. von Preußen im Oktober 1852, konnte Linden seine Arbeit als württembergischer Gesandter offiziell antreten. Er war außerdem gleichzeitig in Dresden, im Königreich Sachsen, sowie in Hannover, in Königreich Hannover, als Missionschef akkreditiert. Dafür wurde er wenige Wochen später mit dem Großkreuz des württembergischen Friedrichs-Orden ausgezeichnet und am 4. November 1852 in den württembergischen Grafenstand erhoben. Die Nobilitierung erfolgte auch nach Fürsprache von König Friedrich Wilhelm IV. von Preußen. Nach dessen Tod war Linden im Oktober 1861, zusammen mit dem gesamten Diplomatischen Corps, Teilnehmer an der Krönung von Wilhelm I. zum preußischen König in Königsberg. Bei den schwierigen Verhandlungen zur Verlängerung bzw. Erneuerung des Zollvereinsvertrages 1864 war Linden erneut als württembergischer Vertreter beteiligt.
Mit Ausbruch des Deutschen Krieges im Juni 1866 wurde die württembergische Gesandtschaft in Berlin zunächst geschlossen und Linden nach Stuttgart zurück berufen. Das Königreich Württemberg gehörte zu den Verbündeten des Österreichischen Kaiserstaates, das aber zu den Verlieren des Konfliktes mit Preußen zählte. Nach dem Friedensschluss im August 1866 sollte die württembergische Vertretung in Berlin erneut besetzt werden. Das württembergische Außenministerium unter Leitung von Karl von Varnbüler befürwortete als Gesandten allerdings Karl von Spitzemberg, Varbülers Schwiegersohn, was der preußische Ministerpräsident Otto von Bismarck unterstützte, da er Spitzemberg bereits während seiner Arbeit in Sankt Petersburg kennen und schätzen gelernt hatte.
Linden trat daraufhin 1866 in den Ruhestand und bewohnte für einige Zeit Schloss Scharfenberg. Ab 1880 lebte er in völliger Zurückgezogenheit in Cannstatt, wo er am 23. April 1888 Früh um Acht Uhr, im Alter von 87 Jahren, verstarb. Er wurde am 25. April auf dem Steigfriedhof in Cannstatt in der Gruft der Familie von Linden bestattet. Linden war Träger zahlreicher Auszeichnungen. Neben den bereits erwähnten österreichischen Orden der Eisernen Krone und dem württembergischen Friedrichs-Orden, war er Ritter des württembergischen Kronenordens, Kommandeur des sächsischen Ordens vom Weißen Falken und des badischen Ordens vom Zähringer Löwen sowie Ritter des bayerischen Kronenordens und Ehrenritter des Malteser-Ordens.

### Ehe und Nachkommen
Franz a Paula Graf von Linden heiratete am 18. Oktober 1832 in Stuttgart Margarethe Ernestine Louise Charlotte Marie (* 4. Mai 1807; † 27. Juni 1886), eine geborene Freiin von Hügel und Hofdame von Königin Pauline von Württemberg. Sie war die älteste Tochter des württembergischen Generals und Kriegsminister Ernst von Hügel. Aus der Ehe gingen ein Sohn und eine Tochter hervor.
Die Erstgeborene Paula von Bülow wurde Dichterin und Malerin. Sie ehelichte 1858 den mecklenburgischen Diplomaten und Gesandten Bernhard Friedrich Ferdinand Carl von Bülow. Das Paar hatte zwei Töchter und den Sohn Franz Joseph von Bülow, der Kolonialbeamter und Autor wurde sowie homosexueller Aktivist. Nach dem frühen Tod ihres Mannes wurde Paula Oberhofmeisterin der Großherzogin von Mecklenburg-Schwerin.
Paulas jüngerer Bruder Franz Joseph Heinrich Eberhart Graf von Linden (* 13. Februar 1836 in Berlin; † 6. November 1903 in Nizza) trat wie der Vater in den diplomatischen Dienst. Er wurde königlich württembergischer Geheimer Legationsrat und Gesandter.